# Луций Юний Брут (трибун)
Луций Юний Брут (на латински: Lucius Iunius Brutus) е политик на Римската република през края на 5 век пр.н.е.
Произлиза от фамилията Юнии. Той е ръководител на плебеите в т. нар. „сецесии (протести) на плебеите“ през 494 пр.н.е. на Монте Сакро. Плебеите тогава напускат Рим и се настаняват на планината, за да получат повече политически права от патрициите. Голяма част от исканията им се изпълняват чрез закона Lex Sacrata. Плебеите успяват чрез протестта си да въведат службата народен трибун.
Има когномен Брут в чест на легендарния Луций Юний Брут, един от двата първи консули на Републиката. През 493 пр.н.е. Луций Юний Брут е избран за плебейски народен трибун. Става след това плебейски едил и се бори против Гней Марций Кориолан.